# Vallée de Sacramento

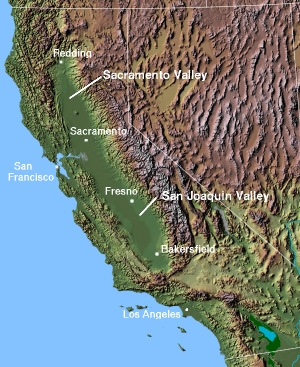
La vallée centrale de la Californie est formée de la vallée de Sacramento au nord et de la vallée de San Joaquin au sud.

La vallée de Sacramento (en anglais : Sacramento Valley) est le nom donné à la partie nord de la Vallée centrale de Californie. Elle s’étend au nord de la ville de San Francisco en Californie. 

## Géographie
La vallée est formée par le fleuve Sacramento et ses affluents. Elle est comprise entre les montagnes des Northern Coast Ranges à l’ouest, la Chaîne des Cascades et la Sierra Nevada à l’est.
La zone est constituée d’une plaine assez plate recouverte de prairies de plus en plus sèches en allant vers l’est. Les chaînes montagneuses situées à l’ouest bloquent en effet une grande partie de l’humidité en provenance de l’Océan Pacifique. Avant l’arrivée des colons européens, la zone était couverte par de nombreuses forêts mais celles-ci furent exploitées à outrance dès la ruée vers l'or en Californie. L’Homme s’est ensuite installé dans la vallée et y a développé l’agriculture, l’industrie et des zones résidentielles importantes.
Du sud de la ville de Corning jusqu’à Shasta Lake City, la vallée se garnit de collines connues sous le nom de Valley Hills. Parmi les curiosités de la vallée se trouve Sutter Buttes.  Situé à proximité de Yuba City, il s’agit des restes d’un volcan éteint. Localement, on dit parfois de lui qu’il s’agit de la plus petite chaîne montagneuse au monde.

### Climat
Le climat local est un climat méditerranéen. La saison est assez sèche de mai à septembre avec des températures élevées. L’hiver se caractérise par des précipitations et des températures douces à fraiches. La saison des pluies s’étend en général d’octobre à avril. Quelques faibles tornades peuvent se produire durant cette saison humide. La neige tombe rarement dans la vallée, une fois tous les 5 à 10 ans en moyenne selon les lieux.

### Villes principales
- Marysville
- Redding
- Sacramento
- Davis
- Chico
- Yuba City
- Roseville
- Red Bluff
- Galt
- Lodi

## Histoire
Quand la guerre de sécession s'achève, la Californie produit un excédent de blé, qui lui permet d'alimenter, après la ruée vers l'or en Californie, les ruées vers l'or en Australie. Elle devient même le grenier à blé du Pacifique dès les années 1860, grâce à la rapidité des clippers. La production de blé en Californie dépasse celle d'avoine en 1860, lorsqu'il ne s'agit plus seulement de nourrir le cheptel, et approche d'une surface de 1 million d'acres en 1867. Entre 1860 et 1880, la Californie est la principale fournisseuse de blé américain à l'Angleterre. Après avoir atteint un sommet de en 1888 à 3 million d'acres, principalement dans la vallée centrale, aussi bien dans la vallée de Sacramento que celle de San Joaquin, avec des exploitations approchant pour certaines une surface de 1 million d'acres, et une production totale de 42 millions de boisseaux, qui fait de la Californie la seconde région la plus productive en céréales des États-Unis, la surface plantée en blé en Californie diminue aussi vite qu'elle avait augmenté. En 1913, elle n'est plus que de 380000 acres.
Le premier des clippers à quitter la Californie pour l'Australie, chargé de blé, part en 1855 mais il faut attendre 1860 pour que le flux s'intensifie. L'un des utilisateurs est Isaac Friedlander, négociant international et industriel meunier, connu comme "le roi du blé" de Californie, dont les navires contournent le Cap Horn pour faire le voyage vers Angleterre en 100 jours seulement.

## Agriculture
L’agriculture dans la région est orientée vers la production de fruits. On y trouve des vergers de citrons, d’amandes et de noix. On y cultive aussi du riz et y élève du bétail. Près de Corning se trouvent de nombreuses exploitations actives dans le domaine de l’olive. La vallée contrôle plus de deux tiers de la production mondiale de pruneaux

## Transport
L’Interstate 5 est l’axe routier principal de la vallée. Il se dirige selon la direction nord-sud sur l’extrémité occidentale de la vallée. L’Interstate 80 traverse également la partie sud de la vallée. Les autres routes importantes sont l’Interstate 505, la California State Route 113, la California State Route 99, la California State Route 20, la California State Route 1, la California State Route 49 et la California State Route 45.
L’Union Pacific Railroad est un réseau de chemin de fer de direction nord-sud qui relie Oakland à Portland (Oregon) en passant par Sacramento. Cette voie est utilisée par le train de voyageurs d’Amtrak dénommé Coast Starlight.  L’Union Pacific dispose également de deux lignes se dirigeant vers l’est (anciennement Central Pacific Railroad et Western Pacific Railroad).  Le California Zephyr d’Amtrak utilise une de ces voies.